# Crosia hachem
Crosia hachem är en fjärilsart som beskrevs av Dupont 1910. Crosia hachem ingår som enda art i släktet Crosia och familjen nattflyn. Inga underarter finns listade i Catalogue of Life.